# زاگوستای
زاگوستای (به لاتین: Zagustay) یک روستا در روسیه است که در بوریاتیا واقع شده‌است.